# Ilbandornis lawsoni
Ilbandornis lawsoni  — викопний вид гусеподібних птахів родини Дроморнісові (Dromornithidae). Птах існував у міоцені в Австралії. Скам'янілі рештки знайдені у Північній Австралії у відкладеннях формування Алькута.  Це був стрункий птах заввишки 2 м та вагою 95 кг. Він мав великий дзьоб та живився рослинною їжею.

## Див.також
- Список викопних птахів